# De evige Flammer
De evige Flammer er en dansk stumfilm fra 1916, der er instrueret af Alexander Christian.

## Handling
Denne artikel mangler et handlingsreferat. Hjælp os med at skrive det.

## Medvirkende
- Aage Hertel - Shir-ben-Hadack, nomadehøvding
- Kai Lind - Ahmed, i Shirs følge
- Ellen Rassow - Fa-Djala, Shirs datter
- Ingeborg Bruhn Bertelsen - Edith Blackburn
- Arne Weel - Robert, Ediths bror
- Hugo Bruun - Cecil, ung forsker, Ediths forlovede